# Informační model budovy
Informační model budovy (anglicky Building Information Modeling nebo Building Information Management, zkráceně BIM), lépe digitální model stavby (ne každá stavba je budova) je digitální model reprezentující fyzický a funkční objekt (stavbu) s jeho charakteristikami. Model slouží jako databáze informací o objektu pro jeho navrhování, výstavbu a provoz po dobu jeho životního cyklu, tj. od prvotního konceptu po odstranění stavby.
Informační model stavby je souborem navzájem propojených digitálních informací v chráněných i otevřených formátech, záznam grafických (2D, 3D) a negrafických dat o prvcích (elementech) modelu. Data musí být kompatibilní ve využívaných softwarových systémech, musí být dostupná pro uživatele, účastníky projektu, a slouží modelování, přípravě a realizaci, provozu, údržbě a obnově stavby. Propojené informace vytvářejí z jednotlivých prvků virtuální model stavby jak prostorový, tak časový, nákladový aj.
Soustředění a propojení informací v modelu přináší dosud nedosaženou informační komplexnost, a tak usnadňuje rozhodování během procesů přípravy, realizace, provozu a údržby výstavbového projektu.

## Základní charakteristika
Informační model budovy je digitální model, který reprezentuje fyzický a funkční objekt s jeho charakteristikami. Slouží oprávněným uživatelům jako otevřená databáze informací o objektu pro jeho navrhování, výstavbu a provoz po dobu jeho životního cyklu, tj. od konceptu po odstranění stavby. Model vzniká postupně a vytváří komplexní virtuální model stavby umožňující generování a správu informací reprezentujících fyzikální a funkční charakteristiky prvků a stavby ve vhodných datových souborech. Soubory lze extrahovat, měnit, propojovat a vkládat pro zlepšení rozhodovacích procesů při navrhování, schvalování, realizaci, správě a údržbě stavby.

## Historie BIM
Počátky teorie BIM sahají až do sedmdesátých let, kdy se o principu informačního modelu poprvé zmiňuje Charles M. Eastman z Institutu technologie v Georgii ve Spojených státech.
Od roku 2021 je akreditován navazující magisterský studijní program „BIM inženýring“ na VŠB – Technické univerzitě Ostrava.

## Definice
Americká komise pro standardizaci BIM užívá následující definici:
Informační model stavby (BIM) je digitální reprezentací fyzických a funkčních charakteristik prostoru, stavby a vybavení. BIM je sdílený zdroj informací o stavbě vytvářející spolehlivý základ pro rozhodování během životního cyklu stavby; je definován od raného počátku, záměru, až po její odstranění.

## Přínosy
Tradiční projektová dokumentace je závislá na 2D technických výkresech (situace, půdorysy, řezy aj.) a textových doplňcích (tech. zprávy, výpočty, specifikace, datové listy aj.). Vlivem častých změn obvykle není ani úplná, ani správná. Naproti tomu BIM model umožňuje rychlou reakci na vývoj projektu se současnou informací všem zúčastněným osobám, pracuje v čase se správnou verzí dokumentace. Rozšiřuje zobrazení na 3D, a doplňuje ho o čas (4D), náklady (5D), i o další informace o stavbě (6D udržitelnost, 7D – provozní a výrobní údaje stavby a zabudovaných zařízení), pak se hovoří o n-D modelu. V BIM modelu má 3D model mj. funkci prostorového nosiče dalších (4D – nD) informací o prvcích, elementech modelu. Nesené, připojené informace dovolují analyzovat prvky i jejich sestavy (množství, vlastnosti, parametry), vztahy mezi nimi pro návrhové a simulační analýzy (osvětlení, teplo, statika aj.), a propojit model s globálními externími informacemi (geografické, GIS informace), které model umístí do prostoru (okolí) a jeho vazeb. Propojení prvků, elementů modelu s časem, časovým plánem (4D) dovoluje virtuální modelování postupu realizace, doplnění o náklady / ceny umožňuje generovat průběh čerpání nákladů a ceny (cash / costflow).
BIM zobrazuje návrh, virtuální model jako kombinaci "objektů" (neurčitých, nedefinovaných generických nebo produktově specifických orientovaných tvarů / prázdných prostor – místností) nesoucích geometrii, vztahy a vlastnosti. Jeho nástroje dovolují generovat, extrahovat, a zpracovávat potřebné náhledy modelu potřebné k navrhování / modelování, přípravě realizace a realizaci, k řízení stavby a jejímu užívání. Náhledy jsou  založeny na komplexní definici každého prvku, elementu modelu, a proto jsou (automaticky) konzistentní. SW pro BIM prostředí definují objekty (prvky, elementy) parametricky a vazbami k ostatním objektům, při změně souvisejícího objektu se mění také závislý objekt. Každý prvek může nést atributy pro výběr a dodávku, poskytuje tak komplexní informace uživatelům staveb. BIM model umožňuje sdílet tyto informace uvnitř i vně týmu (urbanista, architekt, inženýr, geodet, profesisté, zhotovitelé, uživatelé, správci, FM aj.) a dovoluje souběžnou práci celého týmu, přidávat ke sdílenému modelu další informace. Systémové sdílení a ukládání informací snižuje obvyklé ztráty informací při předávání mezi profesemi a účastníky projektu, současně poskytuje zatím nejkomplexnější informace o stavbě.

## BIM proces
BIM je potřeba vnímat především jako proces a při přechodu na BIM je tedy zásadní si uvědomit, že se nejedná pouze o nainstalování nového softwarového řešení, ale o zásadnější změny v celkovém systému práce ať už se jedná o projektanta – jednotlivce, tím spíše celý projekční ateliér. U nasazení software BIM jde o určitou změnu v myšlení v pracovních postupech a návycích, jež v podstatě vedou k nové metodice práce – ideálně spolupráce všech v reálném čase na jednom modelu budovy.
Tento mentální přechod je často přirovnáván k přechodu od rýsovacích prken k projektování prostřednictvím počítačů CAD.

## BIM nástroje
Princip BIM se postupně prosazuje hlavně proto, že dnešní softwarové nástroje již dokáží efektivně interpretovat data z informačního modelu budovy. S tím souvisí také možnost vzájemné komunikace pomocí otevřeného souborového formátu IFC (The Industry Foundation Classes), který je vyvíjen mezinárodní organizací buildingSMART. IFC je otevřený, na vývojářích programů nezávislý souborový formát, který s sebou nenese pouze informace o prostorových vazbách (3D model), ale též dovoluje ke každému stavebnímu prvku přiřadit další potřebné informace, metadata, jako například typ výrobku, výrobce či jeho cenu, případně další potřebné a užitečné informace. Před nedávnem organizace buildingSMART zveřejnila seznam softwarových řešení, která jsou kompatibilní s IFC. Na seznamu více než 130 programů naleznete řešení BIM pro všechny možné účely a profese. Své řešení BIM v něm tak naleznou jak architekti, stavební inženýři, projektanti profesí, statici, tak stavební firmy, investoři, developeři či správci budov. Díky otevřenému formátu IFC je zajištěna obousměrná komunikace mezi spolupracujícími uživateli různých softwarových řešení.

## BIM standardy
Řada zemí a velkých organizací vytváří vlastní standardy pro využití BIM procesů. Použití BIM procesů se také stává povinností při realizaci nadlimitních veřejných stavebních zakázek (tzv. BIM mandate). Pro státy EU platí doporučení pro modernizaci pravidel zadávání veřejných zakázek v oblasti stavebnictví a dopravy, z ledna 2014. Pro Českou republiku je tato povinnost plánována na rok 2022 (odloženo na 2023). Postupy budou definovány v tzv. Datovém standardu staveb, ten částečně vychází z datového standardu SNIM. Přípravu standardů řídí Česká agentura pro standardizaci, spolupracuje s Odbornou radou pro BIM – buildingSMART Česká republika (czBIM).
Pro klasifikaci modelů jsou využívány různé klasifikační standardy, např. COBie, Uniclass, OmniClass, CCI. Pro BIM mandát v ČR byl zvolen klasifikační systém CCI.

## Příklady BIM softwarových nástrojů

### pro kontrolu a výměnu dat mezi profesemi
Common Data Environment (CDE) je digitální místo kde se scházejí informace dohromady. Je to prostředí pro sdílené data během životního cyklu projektu a podporu spolupráce. Svým významem se překrývá překrývá s Enterprise Content Management (ECM) avšak s větším zaměřením pro BIM problematiku.
- Trimble Connect
- Autodesk BIM 360, Autodesk Docs
- Autodesk Collaboration Pro
- 4BIM (součást systému 4Projects)
- Bim.Point[7]

### pro architekty a inženýry pozemních staveb
- BIM Project[8]
- Bim.Point[7]
- Datový sklad stavby (Aspe)
- Tekla Structures
- Bentley ProjectWise
- ArchiCAD
- ARCHline.XP
- Allplan Architektura
- Autodesk Revit
- 4BIM (součást systému 4Projects)

### pro interiérové designéry
- BIM Project[9]
- ARCHline.XP

### pro inženýry dopravních staveb a infrastruktury
- PROCONOM Software
- Bentley ProjectWise
- Datový sklad stavby (Aspe)
- Autodesk Civil 3D
- Autodesk Infraworks

### pro statiky a konstruktéry
- ProStructures
- RFEM
- RAM
- STAAD
- Autodesk Revit Structure
- Scia Engineer

### pro správce budov
- Allplan Allfa
- ArchiFM
- Bim.Point[7]
- Urbido facility[10]